# Јевлеборг (округ)
Округ Јевлеборг (швед. Gävleborgs län) је округ у Шведској, у средишњем делу државе. Седиште округа је град Јевле.
Округ је основан 1762. године.

## Положај округа
Округ Јевлеборг се налази у средишњем делу Шведске. Њега окружују:
- са севера: Округ Вестернурланд,
- са истока: Балтичко море (Ботнијски залив),
- са југа: Округ Упсала,
- са запада: Округ Даларна,
- са северозапада: Округ Јемтланд.

## Природне одлике
Рељеф: У округу Јевлеборг преовлађују брежуљкаста и брдска подручја до 500 метара надморске висине.
Клима: У округу Јевлеборг влада Континентална клима, посебно у вишим крајевима на западу округа.
Воде: Јевлеборг је приморски округ у Шведској, јер га Балтичко море, тачније Ботнијски залив, запљускује са истока. Морска обала је веома разуђена, са много острваца и малих залива. У унутрашњости постоји низ малих ледничких језера. Најважније реке су Далел и Јуснан.

## Историја
Подручје данашњег округа обухвата делове историјских области Гестрик и Хелсинг.
Данашњи округ основан је 1762. године.

## Становништво
По подацима 2011. године у округу Вестернурланд живело је преко 270 хиљада становника. Последњих година број становника стагнира.
Густина насељености у округу је око 15 становника/км², што је осетно мање од државног просека (23 ст./км²).

## Општине и градови
Округ Јевлеборг има 10 општина. Општине су:
| - Болнес - Јевле - Јусдал - Норданстриг - Ованокер | - Окелбо - Сандвикен - Седерхамн - Хофорс - Худиксвал |

Градови (тачније „урбана подручја") са више од 10.000 становника су:
- Јевле - 71.000 становника.
- Сандвикен - 23.000 становника.
- Худиксвал - 15.000 становника.
- Болнес - 13.000 становника.
- Седерхамн - 12.000 становника.